# Championnat de Mauritanie de football 2016-2017
Navigation
Édition précédente Édition suivante
La saison 2016-2017 du Championnat de Mauritanie de football est la trente-huitième édition de la Première Division, le championnat national de première division en Mauritanie. Les treize équipes se rencontrent deux fois au cours de la saison. À la fin du championnat, les deux derniers du classement sont relégués et remplacés par les deux finalistes du championnat de deuxième division.
C'est l'ASAC Concorde qui remporte la compétition cette saison après avoir terminé en tête du classement, avec un seul point d'avance sur le tenant du titre, le FC Tevragh Zeïna et cinq sur l'un des promus de deuxième division, le FC Deuz. C'est le second titre de champion de Mauritanie de l'histoire du club après celui remporté en 2008.

## Participants
- Nouakchott King's[1]
- ASC SNIM
- ACS Ksar
- ASAC Concorde
- FC Toujounine
- ASC Kédia
- Amicale Jeunesse Riadh - Promu de D2
- AS Garde Nationale
- FC Tidjikja Sebkha
- FC Deuz - Promu de D2
- FC Nouadhibou
- FC Tevragh Zeïna
- ASC Corpus Police
- ASC Armée Nationale

## Compétition

### Classement
Le classement est établi sur le barème de points suivant : victoire à 3 points, match nul à 1, défaite à 0.
| Rang | Équipe                  | Pts | J  | G  | N  | P  | Bp | Bc | Diff |
| ---- | ----------------------- | --- | -- | -- | -- | -- | -- | -- | ---- |
| 1    | ASAC Concorde           | 56  | 26 | 17 | 5  | 4  | 54 | 27 | +27  |
| 2    | FC Tevragh ZeïnaT       | 55  | 26 | 17 | 4  | 5  | 48 | 14 | +34  |
| 3    | FC DeuzP                | 51  | 26 | 15 | 6  | 5  | 34 | 20 | +14  |
| 4    | FC Tidjikja Sebkha      | 45  | 26 | 12 | 9  | 5  | 33 | 15 | +18  |
| 5    | FC NouadhibouC          | 41  | 26 | 11 | 8  | 7  | 46 | 24 | +22  |
| 6    | ACS Ksar                | 38  | 26 | 11 | 5  | 10 | 35 | 34 | +1   |
| 7    | AS Garde Nationale      | 37  | 26 | 9  | 10 | 7  | 26 | 29 | -3   |
| 8    | ASC Corpus Police       | 34  | 26 | 8  | 10 | 8  | 21 | 28 | -7   |
| 9    | ASC SNIM                | 27  | 26 | 6  | 9  | 11 | 34 | 39 | -5   |
| 10   | ASC Kédia               | 27  | 26 | 7  | 6  | 13 | 25 | 33 | -8   |
| 11   | Nouakchott King's       | 26  | 26 | 5  | 11 | 10 | 17 | 23 | -6   |
| 12   | Amicale Jeunesse RiadhP | 25  | 26 | 7  | 4  | 15 | 33 | 53 | -20  |
| 13   | FC Toujounine           | 23  | 26 | 7  | 2  | 17 | 24 | 46 | -22  |
| 14   | ASC Armée Nationale     | 14  | 26 | 3  | 5  | 18 | 16 | 61 | -45  |

|  | Qualification pour la Ligue des champions de la CAF 2018                                   |
|  | Qualification pour la Coupe de la confédération 2018                                       |
|  | Relégation directe en deuxième division                                                    |
|  | T : Tenant du titre C : Vainqueur de la Coupe de Mauritanie P : Promu de deuxième division |

## Bilan de la saison
| Championnat de Mauritanie de football 2016-2017 |                          |
| Champion                                        | ASAC Concorde (2e titre) |
| Coupes et trophées                              |                          |
| Vainqueur de la Coupe de Mauritanie 2016-2017   | FC Nouadhibou            |
| Qualifications continentales                    |                          |
| Ligue des champions de la CAF 2018              | ASAC Concorde            |
| Coupe de la confédération 2018                  | FC Nouadhibou            |
| Promotions et relégations                       |                          |
| Promus en Première division                     | Kaédi FC                 |
| Promus en Première division                     | Football Club Teïssir    |
| Relégués en Deuxième division                   | FC Toujounine            |
| Relégués en Deuxième division                   | ASC Armée Nationale      |